# Ralf Bendix

Schellackplatte von 1956: Sie hieß Mary Ann

Ralf Bendix, eigentlich Karl Heinz Schwab, (* 16. August 1924 in Dortmund; † 1. September 2014 in Stansstad-Fürigen, Schweiz) war ein deutscher Schlagersänger, Produzent, Komponist und Texter.

## Biografie
Schon als Soldat und in amerikanischer Kriegsgefangenschaft spielte Bendix in Bands die moderne Musik der damaligen Zeit. Zunächst begann er ein Studium – das er mit Auftritten als Gitarrist im Frankfurter Jazzkeller finanzierte – als Jurist und Volkswirt und schloss es 1952 als Dr. rer. pol. ab. Anschließend wurde er zum Leiter des Düsseldorfer Büros der Fluggesellschaft Trans World Airlines berufen. Diese Tätigkeit übte er, obwohl bereits sieben Jahre als Schlagersänger im Geschäft, bis 1962 aus.
Seine künstlerische Laufbahn begann 1955 mit einem Auftritt als Sänger in einer regionalen Fernsehshow im amerikanischen Pittsburgh. Noch im selben Jahr wurde er beim Nachwuchswettbewerb „Die große Chance“ auch für den deutschen Musikmarkt entdeckt. Daraufhin konnte er durch die Vermittlung von Paul Kuhn einen Schallplattenvertrag bei Electrola abschließen. Bereits im Juni 1956 wurde Ralf Bendix, so nun sein Künstlername, erstmals mit dem Titel Sie hieß Mary-Ann – einer Coverversion von Sixteen Tons mit deutschem Text von Peter Moesser – in den deutschen Schlagerparaden notiert und stieg bis zum Platz 2 auf. Im Jahr 1957 sang er das Titellied zum U-Boot-Film Haie und kleine Fische und 1958 übernahm er an der Seite von Fred Bertelmann eine Rolle in dem Musikfilm Der lachende Vagabund. Dort sang er den Schlager Die Sonne von Andalucia.
Ralf Bendix trat auch als „Johnny Guitar“ auf und veröffentlichte unter diesem Namen insgesamt vier weitere Singles bei Electrola. Dort wurde auch – wieder unter Ralf Bendix – eine Single mit dem Lied Weit von Alaska veröffentlicht, das im Vorspann der deutschen Kinofassung des Westerns Land der tausend Abenteuer verwendet wurde.
Insgesamt 24-mal standen in den folgenden Jahren von ihm gesungene Titel – meist deutsche Versionen italienischer und amerikanischer Schlager – in den deutschen Hitlisten. Seine erfolgreichste Interpretation wurde die selbst produzierte deutsche Coverversion des Babysitter-Boogie, mit dem er nach der Veröffentlichung im April 1961 fünf Wochen auf Platz eins stand und der ihm eine Goldene Schallplatte einbrachte. Das Original, Baby Sittin’ Boogie, wurde im Januar 1961 in den USA von Buzz Clifford veröffentlicht und erhielt von Joachim Relin einen deutschen Text. Selbst die Babystimmen wurden neu aufgenommen, Klein-Elisabeth war die Tochter des Electrola-Produzenten Hans Bertram. Einen weiteren Erfolg hatte Ralf Bendix 1964 in den Schlagerparaden mit dem Schlager Schaffe, schaffe, Häusle baue, der zu einer Art Evergreen wurde. Im Jahr 1965 war Bendix für viele Monate in der Sendung Einer wird gewinnen mit Hans-Joachim Kulenkampff als Teil eines Quiz' mit dem Song Der schwarze Koffer dabei. Es ging darum, zu erraten, was der Fremde in seinem Koffer den Frauen in ganz Deutschland zeigte und wie sie reagierten. Zu raten war ein Rasierapparat. Den erhielt letztendlich ein Zuschauer im Publikum. Der Gewinner aller Zuschriften mit der richtigen Antwort bekam 100.000 DM. Im Jahr 1967 startete Ralf Bendix noch einmal durch mit seinem Schlager Aber du in deinem Himmelbett. Dieser war wieder ein Erfolg in den Schlagerparaden, kam aber nicht in die offiziellen Charts. 
Seine ernsthafte Seite zeigte Ralf Bendix mit der Eindeutschung amerikanischer Gospelsongs und neuen geistlichen Liedern. Seiner Passion für diese Musikrichtung folgend nahm er 1971 eine Single mit zwei Songs davon auf. Auf der A-Seite ist Gebundene Hände und auf der B-Seite Du bist viel zu viel allein zu hören. Sie wurde jedoch nicht mit dem Namen Ralf Bendix, sondern „Die Ralph Singers“, als Interpreten veröffentlicht. Das, sowie die veränderte Schreibweise des Vornamens (Ralph mit „ph“), war auf Anraten der Plattenfirma erfolgt, weil die beiden Lieder nicht ganz zu seinem sonstigen Repertoire gepasst hätten. Auf dem Deutschen Evangelischen Kirchentag in Dortmund 1963 sang Bendix Danke für diesen guten Morgen vor 16.000 Zuhörern.
Sein Versuch, mit Tumba Tumbala 1972 einen neuen Modetanz zu kreieren, war jedoch nicht von Erfolg gekrönt. Andere Aktivitäten waren erfolgreicher. Ab Ende der 1960er Jahre machte sich Ralf Bendix als Produzent und Talentsucher einen Namen. Zu seinen Entdeckungen zählte 1965 Heino, der von Bendix auch produziert wurde. 
Nach dem Rückzug aus dem Showgeschäft lebte Bendix in Monaco und Florida, anschließend in der Schweiz. Dort starb er am 1. September 2014 im Alter von 90 Jahren.

## Diskografie
Singles

| Jahr | Titel Album                      | Höchstplatzierung, Gesamtwochen/‑monate, AuszeichnungChartsChartplatzierungen (Jahr, Titel, Album, Platzierungen, Wochen/Monate, Auszeichnungen, Anmerkungen) | Anmerkungen                                                                          |
| Jahr | Titel Album                      | DE | Anmerkungen                                                                          |
| ---- | -------------------------------- | --- | ------------------------------------------------------------------------------------ |
| 1956 | Sie hieß Mary-Ann –              | DE5 (4 Mt.)DE | Charteinstieg: 1. Mai 1956                                                           |
| 1956 | Minne Minne Haha –               | DE10 (2 Mt.)DE | Charteinstieg: 1. Juni 1956                                                          |
| 1956 | Hotel zur Einsamkeit –           | DE6 (4 Mt.)DE | Charteinstieg: 1. Oktober 1956                                                       |
| 1958 | Buona Sera –                     | DE5 (4 Mt.)DE | Charteinstieg: 1. Februar 1958                                                       |
| 1958 | At The Hop –                     | DE22 (1 Mt.)DE | Charteinstieg: 1. Mai 1958                                                           |
| 1958 | Bambina –                        | DE11 (4 Mt.)DE | Charteinstieg: 1. Juni 1958                                                          |
| 1958 | Come Prima –                     | DE9 (3 Mt.)DE | Charteinstieg: 1. November 1958                                                      |
| 1959 | Kriminal-Tango –                 | DE4 (5 Mt.)DE | Charteinstieg: 1. Dezember 1959 mit den Hansen Boys                                  |
| 1960 | Venus Walzer –                   | DE21 (6 Mt.)DE | Charteinstieg: 1. November 1960                                                      |
| 1961 | Weit von Alaska –                | DE41 (1 Mt.)DE | Charteinstieg: 1. März 1961                                                          |
| 1961 | Babysitter-Boogie –              | DE1 Gold · (6 Mt.)DE | Charteinstieg: 1. Mai 1961 Ralf Bendix und die kleine Elisabeth; Verkäufe: + 500.000 |
| 1961 | Der rote Tango –                 | DE29 (1 Mt.)DE | Charteinstieg: 1. Mai 1961                                                           |
| 1962 | Striptease Susi –                | DE9 (5 Mt.)DE | Charteinstieg: 1. Januar 1962                                                        |
| 1962 | Die grosse Nummer wird gemacht – | DE28 (3 Mt.)DE | Charteinstieg: 1. November 1962                                                      |
| 1962 | Babysitter-Twist –               | DE29 (2 Mt.)DE | Charteinstieg: 1. November 1962 mit dem Twist-Baby und Waldi                         |
| 1963 | Wo ist das Kätzchen? –           | DE30 (2 Mt.)DE | Charteinstieg: 1. Februar 1963 mit dem Twist-Baby und Waldi                          |
| 1963 | Der große Treck nach Idaho –     | DE27 (2 Mt.)DE | Charteinstieg: 1. November 1963                                                      |
| 1964 | Schaffe, schaffe, Häusle baue –  | DE11 (5 Mt.)DE | Charteinstieg: 1. Juni 1964                                                          |
| 1964 | Unser Papa hat kein Geld –       | DE43 (1 Mt.)DE | Charteinstieg: 1. Dezember 1964                                                      |
| 1967 | Aber du in deinem Himmelbett –   | DE32 (½ Mt.)DE | Charteinstieg: 1. Dezember 1967                                                      |

## Spielfilm-Übersicht
- 1958: Der lachende Vagabund
- 1959: Laß mich am Sonntag nicht allein
- 1959: Tausend Sterne leuchten
- 1961: Was macht Papa denn in Italien?
- 1961: Adieu, Lebewohl, Goodbye

## Fernsehauftritte
- 1985: WWF-Club (Fernsehserie)
- 1970: Zwischenmahlzeit (Fernsehserie)
- 1966–1970: Die Drehscheibe (Fernsehserie)
- 1970: Starparade (Fernsehserie)
- 1969: Vergißmeinnicht (Fernsehserie)
- 1967–1974: Haifischbar (Fernsehserie)
- 1966: Ab morgen haben wir Humor (Fernsehfilm)
- 1966: Musik aus Studio B (Fernsehserie)
- 1966: Der nächste Urlaub kommt bestimmt (Fernsehfilm)
- 1965: mehrere Auftritte in Einer wird gewinnen (Quizserie)
- 1965: Vom Ersten das Beste (Fernsehfilm)
- 1965: Deutsche Schlagerfestspiele 1965 (Fernsehfilm)
- 1965: Gala 65 (Fernsehfilm)
- 1964: Show hin – Schau her (Fernsehfilm)
- 1963: Strandgeflüster (Fernsehfilm)
- 1962: Deutsche Schlagerfestspiele 1962 (Fernsehfilm)